# فرانك أنغيسا
أندريه فرانك زامبو أنغيسا (بالفرنسية: André-Frank Zambo Anguissa) (مواليد 16 نوفمبر 1995) هو لاعب كرة قدم. يلعب مع منتخب الكاميرون لكرة القدم ك‍وسط دفاعي. سبق له أن لعب في كأس القارات 2017 مع منتخب بلاده.

## أهدافه الدولية
| # | التاريخ        | المكان                                  | الخصم    | الهدف | النتيجة | المسابقة                        |
| - | -------------- | --------------------------------------- | -------- | ----- | ------- | ------------------------------- |
| 1 | 22 يونيو 2017  | ملعب كريستوفسكي، سانت بطرسبرغ، روسيا    | أستراليا | 1–0   | 1–1     | كأس القارات 2017                |
| 2 | 11 نوفمبر 2017 | ملعب ليفي مواناواسا، ندوالا، زامبيا     | زامبيا   | 1–1   | 2–2     | تصفيات كأس العالم 2018          |
| 3 | 12 نوفمبر 2018 | ملعب إعادة التوحيد، دوالا، الكاميرون    | موزمبيق  | 3–0   | 4–1     | تصفيات كأس الأمم الأفريقية 2021 |
| 4 | 4 يونيو 2021   | ملعب فينر نويشتات، فينر نويشتات، النمسا | نيجيريا  | 1–0   | 1–0     | ودية                            |
| 5 | 13 نوفمبر 2021 | ملعب أورلاندوـ جوهانسبورغ، جنوب أفريقيا | مالاوي   | 2–0   | 4–0     | تصفيات كأس العالم 2022          |

## روابط خارجية
- هذه المقالة غير مرتبط بويكي بيانات